# Anders Rydell

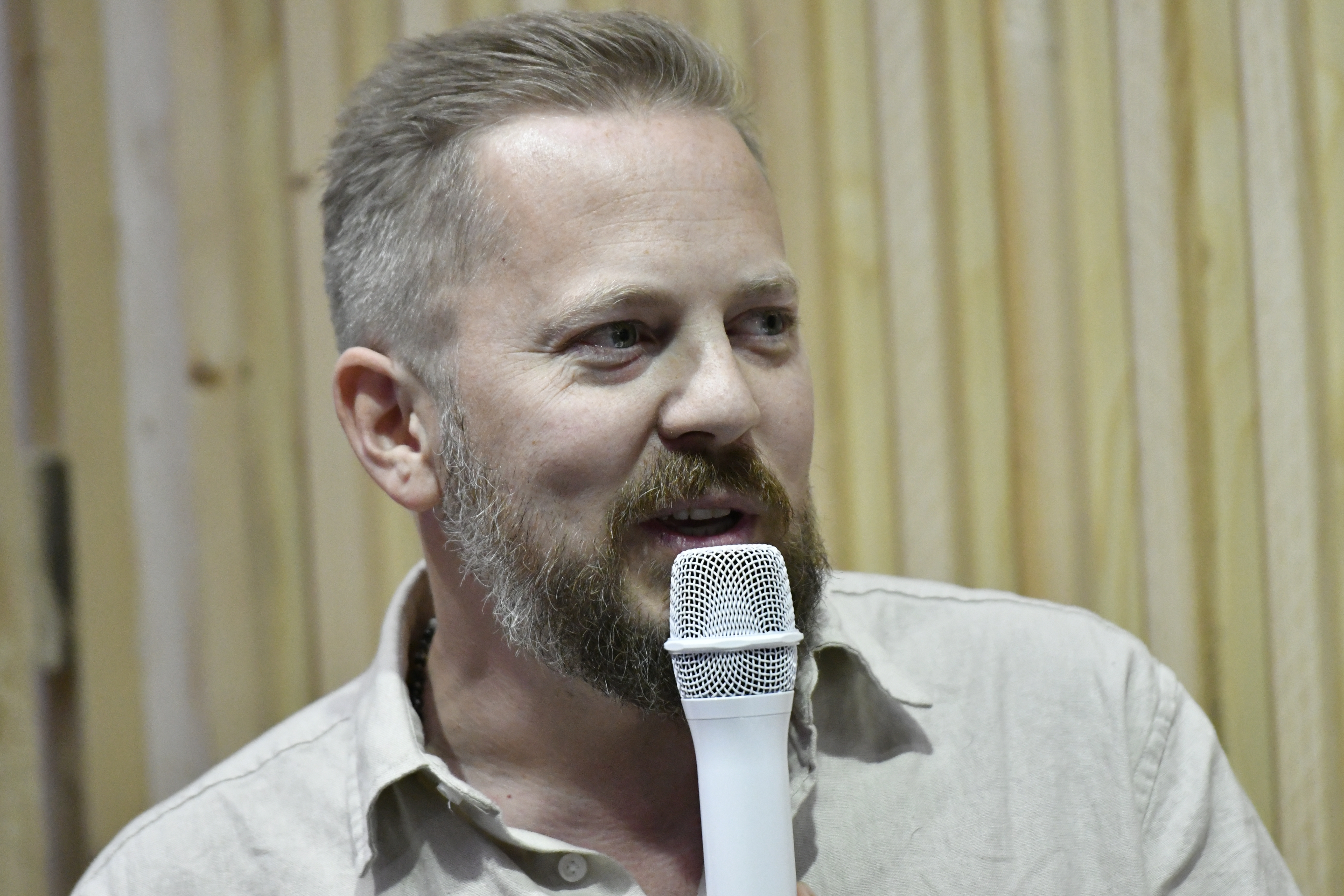
Anders Rydell på bokmässan i Göteborg 2024.

Anders Thomas Rydell, född 20 januari 1982 i Jönköping, är en svensk författare och journalist. 

## Biografi
Anders Rydell växte upp i Bankeryd norr om Jönköping. Han arbetade som redaktör på magasinet Bon 2005–2008 och blev 2008 chefredaktör för tidningen Konstnären, som ges ut av Konstnärernas riksorganisation och Sveriges Konsthantverkare & Industriformgivare. År 2015 blev han kulturchef för Hallpressen i Jönköping. Sedan 2019 är han kritiker i Svenska Dagbladet och chefredaktör för Författarförbundets tidskrift Författaren.
Rydell debuterade 2008 med boken Byt Namn! – och andra sätt att lyckas som journalist tillsammans med journalisten Klas Ekman. Våren 2009 gav han tillsammans med journalisten Sam Sundberg ut boken Piraterna. De svenska fildelarna som plundrade Hollywood, ett reportage om den svenska fildelningsrörelsen. År 2010 gav han ut antologin Noll Noll – Decenniet som förändrade världen tillsammans med kulturekonomen Tobias Nielsén. År 2013 utkom boken Plundrarna. Hur nazisterna stal Europas konstskatter som 2014 nominerades till Augustpriset i kategorin Årets fackbok, följd 2015 av Boktjuvarna. Jakten på de försvunna biblioteken. 2018 förbjöds boken i Ukraina på grund av en skildring av pogromer riktade mot judar i Ukraina efter ryska revolutionen.
2022 gav han tillsammans med Alva Herdevall ut boken Modern självhushållning som samma år utnämndes till Årets bästa måltidslitteratur alla kategorier av Svenska Måltidsakademien. 2023 gav han tillsammans med journalisten Jesper Huor ut boken Förgör de falska gudarna. Palmyra och kriget mot kulturarvet.

## Utmärkelser och priser
- 2023 Hislibris Historical Literature Awards in the category Best Historical Non-fiction[6].
- 2022 Årets bästa Måltidslitteratur, alla kategorier, Svenska Måltidsakademin[4].
- 2019 Micael Bindefelds stipendium till minne av Förintelsen[7].
- 2019 Wallquistpriset.
- 2019 Stiftelsen Bengt Janssons Minnesfonds pris[8].
- 2025  H.M. Konungens medalj av guld i 8:e storleken i högblått band[9]